# ポケット一杯の幸福
『ポケット一杯の幸福』（ぽけっといっぱいのしあわせ、Pocketful of Miracles, 「ポケットからあふれるほどの奇蹟」の意）は、1961年に公開されたアメリカ合衆国の映画である。フランク・キャプラ監督の最後の作品であり、主演はグレン・フォード、共演にベティ・デイヴィス、ピーター・フォークほか。ジャンルはコメディ、ファンタジー、ヒューマンドラマである。同監督作品『一日だけの淑女』（1933年）のセルフ・リメイク作品でもある。本作で、ピーター・フォークはアカデミー助演男優賞にノミネートされた。

## ストーリー
1930年代初頭、クリスマスが間近なニューヨーク。同地で若くして暗黒街のトップへと上り詰めたギャングのボス、”デイヴ・ザ・デュード”は1つの迷信を信じている。それはりんご売りの貧しい初老の女性アップル・アニーからりんごを買うと、幸運がもたらされ、どんな危険なことでも上手く乗り切れるというもの。アニーはデュードに、最近仕入れたリンゴは特に幸運をもたらすと言う。その後、デュードは、デュードの友人でもぐり酒場のオーナーの娘であるエリザベス・”クイニー”・マーティンと出会う。彼女の父は、裏社会からの多額の借金を返済出来なかったことから、最近殺されてしまっていた。クイニーは、父親がデュードから借りていた2万ドルについて、自分のレジ係としての給料から毎週5 ドルを返済していくと申し出る。デュードは、アニーの気持ちを信じて、クイニーを自分が経営するナイトクラブのスターにしようと決める。デュードの右腕である”ジョイボーイ”が驚いたことに、デュードの目論見は見事に当たり、クイニーは2年間で父親の借金を返済することが出来た。それは丁度、禁酒法が終わる頃であった。
デュードは、シカゴで大きな力を持つ裏社会のボス、スティーブ・ダーシー、別名”ミスター・ビッグ”と重要な会合を持つ。ダーシーは、5万ドルと引き換えにニューヨークでの商売の権利を寄越すようにデュードに要求しているが、デュードは10万ドルを要求している。
アニーにはルイーズという私生児がいて、彼女を赤ん坊のときにヨーロッパに送り出している。ルイーズへの手紙の中で、自分は裕福な社交界の華であるE・ワージントン・マンヴィル夫人であると書いており、デュードやさまざまな「ゴッドペアレント」（彼女の仲間の物乞いたち）から貰ったお金をルイーズに送っている。成長したルイーズは、スペイン人の婚約者カルロスとその父アルフォンソ・ロメロ伯爵を連れてアニーに会いに来る。アニーは豪華なホテルに住んでいるふりをしてきており（盗んだホテルの便箋でルイーズに手紙を書いている）、そこに送られて来るルイーズの手紙を1人の従業員に頼んで密かに渡して貰っている。しかし、これが発覚すると、その従業員は解雇されてしまう。
デュードのガールフレンドとなっているクイニーは、デュードにアニーの芝居を続ける手伝いをするようにと頼む。デュードは、そうしないと自分の運が尽きてしまうのではないかと思い、しぶしぶ同意する。クイニーはみすぼらしいアニーを洗練された社交界の華に仕立て上げ、デュードは長期不在にしている友人の豪華なペントハウス・スイートを借り、そこの執事のハジンズまで借り出し、教養のあるビリヤードのハスラー、ヘンリー・G・ ブレイク”判事”にアニーの夫のふりをさせる。
デュードがアニーを助けるために忙しく、”ミスター・ビッグ”との契約を延期し続けていることから、”ジョイボーイ”はますます苛立ち、恐ろしくなってくる。デュードは、ルイーズと将来の夫と義父がヨーロッパに帰る前夜、ニューヨーク市長やニューヨーク州知事を賓客とした豪華なレセプションを開催し、ルイーズの母親の正体は露見せずに済んだ。”ミスター・ビッグ”はデュードの条件に同意し、デュードはクイニーと結婚して身を固めることにする。

## キャスト
| 役名                                 | 俳優                               | 日本語吹替 | 日本語吹替                          |
| 役名                                 | 俳優                               | NETテレビ版 | NHK版                               |
| ------------------------------------ | ---------------------------------- | --- | ----------------------------------- |
| デイヴ・コンウェイ                   | グレン・フォード                   | 柳沢真一 | 近藤洋介                            |
| アップル・アニー                     | ベティ・デイヴィス                 | 北林谷栄 | 初井言榮                            |
| エリザベス（クイーニー）・マーティン | ホープ・ラング                     | 二階堂有希子 | 此島愛子                            |
| ジョイ・ボーイ                       | ピーター・フォーク                 | 大塚周夫 | 藤村有弘                            |
| ジュニア                             | ミッキー・ショーネシー             | 雨森雅司 |                                     |
| アルフォンソ・ロメロ                 | アーサー・オコンネル               | 河村弘二 |                                     |
| ヘンリー・G・ブレイク                | トーマス・ミッチェル               | |                                     |
| ハジンズ                             | エドワード・エヴェレット・ホートン | |                                     |
| 知事                                 | デヴィッド・ブライアン             | |                                     |
| スティーブ                           | シェルドン・レナード               | |                                     |
| カルロス                             | ピーター・マン                     | |                                     |
| ルイーズ                             | アン＝マーグレット                 | |                                     |
| 不明 その他                          | N/A                                | 桑山正一 千葉順二 小原いずみ 細井重之 塩見竜介 田村錦人 相模太郎 加藤治 千葉耕市 水島晋 野本礼三 国坂伸 寺田彦右 沢田敏子 浅井淑子 牧野和子 島美弥子 立壁和也 神山卓三 |                                     |
|                                      |                                    | |                                     |
| 演出                                 | 演出                               | 近森啓祐 |                                     |
| 翻訳                                 | 翻訳                               | 木原たけし |                                     |
| 効果                                 | 効果                               | 芦田公雄 熊耳勉 |                                     |
| 調整                                 | 調整                               | 前田仁信 |                                     |
| 制作                                 | 制作                               | 東北新社 |                                     |
| 解説                                 | 解説                               | 淀川長治 |                                     |
| 初回放送                             | 初回放送                           | 1970年12月20日 『日曜洋画劇場』 | 1976年2月8日 『劇映画』 15:30-17:30 |

※日本語吹替はNETテレビ版がDVD収録（短縮版・正味82分）

## エピソード
前作『一日だけの淑女』から約30年近く経過したリメイク作品で、本作では、ヒロインの老女中心の視点のみではなく、ギャング達の視点からも描き、暗黒街の抗争とショービスの華やかさを克明に描写したせいか、アクションシーンも大幅に増えた。
また、共演陣もベティ・デイヴィス扮した老女役の他、ギャングの首領の側近ジョイ・ボーイ役で出演したピーター・フォークは、一時、監督のキャプラに対し「自分は演技者であり、コメディアンの真似事は出来ない」と、舞台で培った演劇エリート然としたプライドをぶつけたが、キャプラが「肩の力を抜いて、もう一度コミカルをシリアスに演技すればいい」と絶妙に宥めたことから、新境地を開くきっかけともなった。
この作品を意識して香港で再びリメイクした作品が、ジャッキー・チェン主演の『奇蹟/ミラクル』(1989年)である。ここでは、出稼ぎに来た青年が、ひょんなことからマフィアの抗争に巻き込まれて首領に担がれた、というストーリーで始まり、りんご売りの老女が花売りの老女に設定が変っている。
フランク・キャプラ監督は当初、主人公デイヴ役にディーン・マーティン（※）かフランク・シナトラを、またクイーニー役にシャーリー・ジョーンズを希望していたが、グレン・フォードがデイヴ役に決まり、映画に出資することになると、フォードは当時の恋人ホープ・ラング（夫ドン・マレーとの正式離婚前）をクイーニー役に推した。
撮影期間は1961年4月20日から同年6月まで。
※『リオ・ブラボー』でボラチョン（スペイン語：飲んだくれ）と罵倒されていた保安官補佐（マーティン）は心機一転“デュード”と名乗るが、本作のフォードは部下たちからデュードはと呼ばれている。デュードは伊達男、ハンサム、お洒落な奴、イケメンの意味。

## 日本語訳
- デイモン・ラニアン『ガイズ＆ドールズ』 田口俊樹訳、新潮文庫、2024年。新訳版で電子書籍も刊